# Холи Стийл
Холи Стийл (на английски: Hollie Steel) е британска певица. През 2009 г., когато е на 10 години, участва в шоуто „Британия има талант“ и се нарежда сред 10-те финалисти в 3-та серия.

## Биография
Родена е на 1 юли 1998 г. Пее от 6-годишна. Играе и балет в „Dance Academy“. Родителите на Стийл, Нина и Джейсън (който работи в Националната здравна служба), заявяват, че когато я слушат по телевизията, не се чувстват така, както са се чувствали с по-големия и брат Джошуа, а по-невероятно.

## Britain's got talent
Първото и прослушване предизвиква предимно положителни коментари от всички съдии на шоуто. На второто си прослушване Стийл забравя текста на песента си, но съдия се намесва и ѝ дава втори шанс. Тя преминава втория кръг и завършва, класирана на 6-о място. След това обикаля Обединеното кралство, като прави изпълнения на живо.

## Дебютен албум
През септември 2009 г. Стийл подписва договор със звукозаписна компания за записване на дебютния си албум, който излиза през май 2010 г.

## Дискография
Албуми
- 2010 – Hollie
- 2011 – Hooray for Christmas
- 2012 – Children on the Titanic